# Nathan Larson

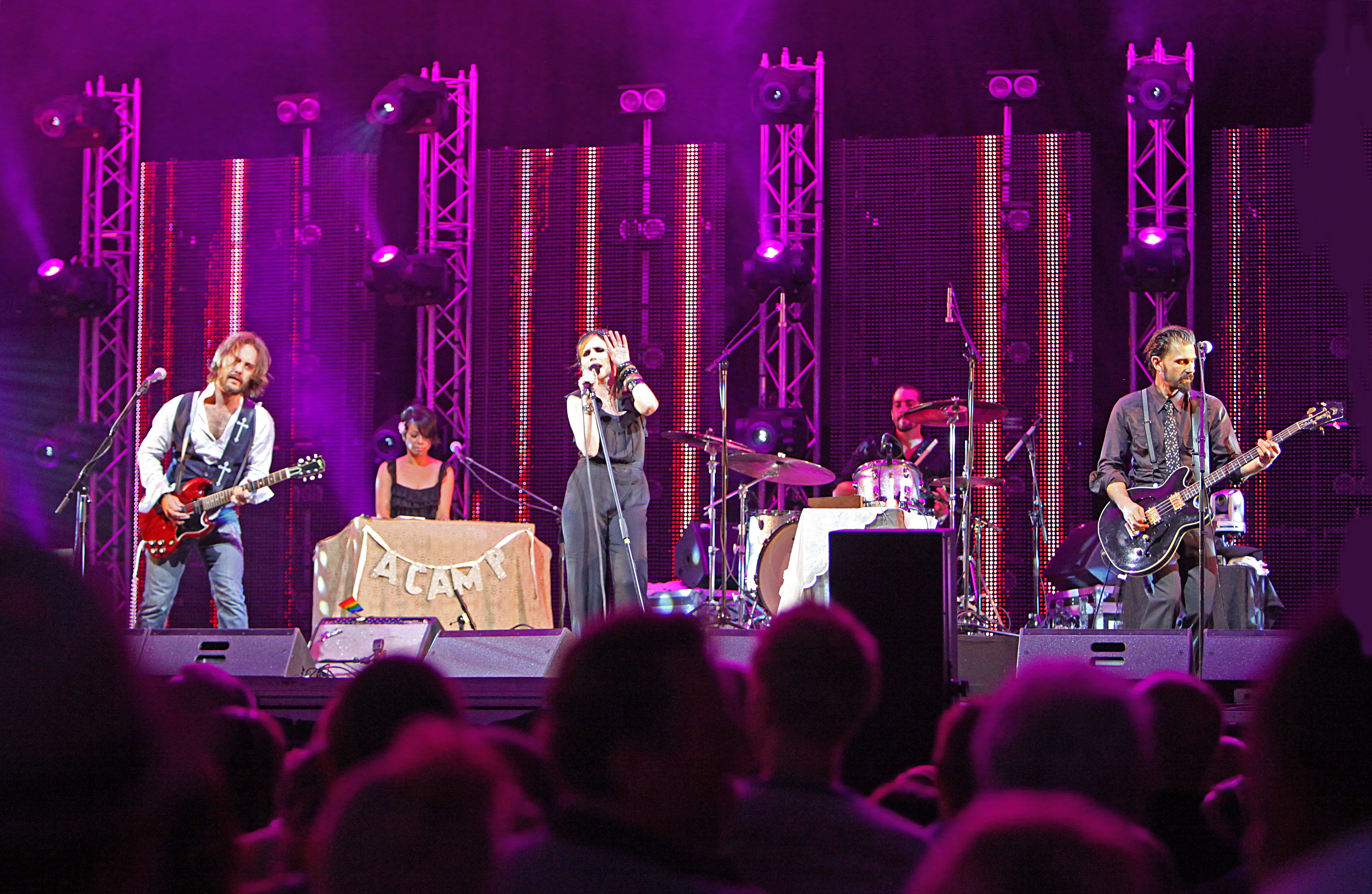
Nathan Larson (pierwszy z prawej) wraz z żoną Niną Persson (w centrum, przy mikrofonie) podczas występu A Camp na „Stockholm Pride Festival” (2009)

Nathan Larson (ur. 12 września 1970) – amerykański kompozytor muzyki filmowej, gitarzysta, autor tekstów i pisarz.

## Twórczość
Larson znany jest przede wszystkim jako autor ścieżek dźwiękowych do ponad 30 filmów i seriali TV, z których wiele uchodzi dzisiaj za kultowe. W latach 90. XX w. był gitarzystą zespołów Shudder to Think i Swiz oraz współtwórcą grupy Mind Science of the Mind i założycielem Hot One. W kwietniu 2011 roku powieścią The Dewey Decimal System miał miejsce jego debiut pisarski.

### Filmografia
- 1999 – Nie czas na łzy
- 2000 – Kraina tygrysów
- 2002 – Lilja 4-ever
- 2002 – Niewidoczni
- 2004 – Zły dotyk
- 2004 – Pokolenie P
- 2004 – Lokatorka
- 2005 – Palindromy
- 2005 – Płotka
- 2008 – Udław się
- 2009 – W imieniu armii
- 2010 – Pożegnanie z niewinnością
- 2011 – Chciwość
- 2014 – Przeklęta dzielnica
- 2018 – Alex Strangelove

### Dyskografia
- 1992 – Your Choice Live Series (Shudder to Think)
- 1994 – Pony Express Record (Shudder to Think)
- 1996 – Mind Science of the Mind
- 1997 – 50,000 B.C. (Shudder to Think)
- 1998 – High Art (Shudder to Think June)
- 1998 – First Love, Last Rites (Shudder to Think)
- 2001 – Jealous God
- 2001 – A Camp (A Camp)
- 2004 – Film Musik
- 2006 – Hot One
- 2009 – Colonia (A Camp)

## Życie prywatne
Od czerwca 2001 roku jest żonaty z Niną Persson – członkinią szwedzkiej grupy The Cardigans. Ze związku tego ma syna Nilsa urodzonego we wrześniu 2010. Akompaniuje jej na gitarze basowej i instrumentach klawiszowych w jej solowym projekcie A Camp. Na stałe mieszka w Nowym Jorku.